# Вілла-Сан-Секондо
Вілла-Сан-Секондо (італ. Villa San Secondo, п'єм. Vila San Sgond) — муніципалітет в Італії, у регіоні П'ємонт,  провінція Асті.
Вілла-Сан-Секондо розташована на відстані близько 500 км на північний захід від Рима, 35 км на схід від Турина, 14 км на північний захід від Асті.
Населення — 402 особи (2014).
Щорічний фестиваль відбувається 8 жовтня. 

## Демографія
Населення за роками:

Станом на 1 січня 2023 року в муніципалітеті офіційно проживало 47 іноземців з 8 країн, серед них 31 громадянин країн Євросоюзу та 2 громадяни України.

## Сусідні муніципалітети
- Кастелл'Альферо
- Корсьоне
- Коссомбрато
- Фринко
- Монтек'яро-д'Асті
- Монтільйо-Монферрато
- Тонко